# 董寅
董寅（1490年—？年），字玄亮，號柏泉，湖广汉阳府汉阳县人，民籍。

## 生平
治《詩經》，正德五年（1510年）湖廣鄉試第六十五名舉人，年三十四歲中式嘉靖二年（1523年）癸未科會試第二百二十六名，第三甲第二百九名進士。历官户部主事，升郎中。

## 家族
曾祖董仕高。祖父董悦，监生。父董文献，训导。母周氏。重庆下。弟董察。